# Elattopycnis protii
Elattopycnis protii är en svampart som beskrevs av Bat. & Cavalc. 1964. Elattopycnis protii ingår i släktet Elattopycnis, divisionen sporsäcksvampar och riket svampar.   Inga underarter finns listade i Catalogue of Life.